# Apeadero Amadores
Amadores era una estación de ferrocarril ubicada a unos 43 km al noroeste de la ciudad de San Fernando del Valle de Catamarca, en la provincia de Catamarca, Argentina.

## Servicios
No presta servicios de pasajeros ni de cargas. Sus vías correspondían al Ramal A6 del Ferrocarril General Belgrano.